# Vilallobent
Vilallobent es una localidad española del municipio de Puigcerdá, perteneciente a la provincia de Gerona, en la comunidad autónoma de Cataluña.

## Toponimia
El nombre del lugar puede aparecer referido con las grafías Vilallovent y Vilallobent.

## Historia
Hacia mediados del siglo XIX, el lugar, por entonces cabeza de ayuntamiento, tenía contabilizada una población de 180 habitantes. Aparece descrito en el decimosexto volumen del Diccionario geográfico-estadístico-histórico de España y sus posesiones de Ultramar de Pascual Madoz de la siguiente manera:

VILALLOVENT: l. cab, de ayunt., que forma con Aja, en la prov, de Gerona, part. jud. de Ribas, aud. terr. y c. g. de Barcelona, dióc. de Seo de Urgel. sit. en llano, con buena ventilacion y clima frio, pero saludable, y sujeto á catarros y reumas. Tiene 60 casas y una igl. parr. (San Pedro) servida por un cura de primer ascenso. El térm. confina: N. Ajá; E. la Cerdaña francesa; S. el Coll de Mayans, y O. Alp. El terreno participa de monte y llano; le cruza una carretera que dirige á Francia, y varios caminos locales. El correo se recibe de Puigcerdá. prod.: centeno, legumbres y patatas; cria ganado vacuno, caballar y lanar; caza de liebres, perdices y codornices. pobl.: 37 vec., 180 alm. cap. prod.: 1.399,600 rs. imp.: 34,990.
(Madoz, 1850, p. 68)

## Demografía
| Gráfica de evolución demográfica de Vilallobent entre 1842 y 1960 |
| |
| Población de derecho según los censos de población del INE Población de hecho según los censos de población del INEEn 1857 crece el término del municipio porque incorpora a Ajá En 1969 este municipio desaparece porque se integra en el municipio Puigcerdá |

En la actualidad pertenece al municipio de Puigcerdá. En 2022, tenía empadronados 90 habitantes.